# Asteriornis
Asteriornis maastrichtensis
Genre
Espèce
Asteriornis est un genre fossile d'oiseaux Neornithes, dont un fossile a été découvert dans le Crétacé supérieur de Belgique.
Une seule espèce est rattachée au genre : Asteriornis maastrichtensis, décrite en 2020 par Daniel J. Field, Juan Benito, Albert Chen, John W. M. Jagt et Daniel T. Ksepka.

## Présentation
Asteriornis est un petit oiseau avec de longues pattes, très proche des membres du super-ordre des Galloanserae qui regroupe entre autres les Galliformes, communément appelés « gallinacés », dont les dindes, les poules, les pintades, les cailles et les faisans. Sa masse est estimée à près de 400 g.
Il coexistait avec d'autres oiseaux, plus « primitifs », comme Ichthyornis.
Asteriornis est l'un des plus anciens oiseaux néornithes connu, une sous-classe qui inclut tous les oiseaux actuels. Il présente des caractéristiques à la fois des Galliformes et des Anseriformes (« canards »), ce qui indique qu'il est proche du dernier ancêtre commun de ces deux groupes,.
Les inventeurs du genre Asteriornis insistent sur l'importance de cette découverte qui pourrait aider à comprendre pourquoi les Neornithes sont les seuls dinosaures à avoir survécu à la grande extinction de la fin du Crétacé, il y a environ 66 Ma (millions d'années). Sa coexistence avec des oiseaux non-néornithes comme Ichthyornis implique que la concurrence n'est pas le facteur principal de l'extinction de ces derniers.
Plusieurs avantages sélectifs (écologiques) des premiers néornithes, leur ayant permis de survivre et de se diversifier à la suite de l'extinction de la fin du Crétacé, ont été mis en avant, :
- leur petite taille[6] ;
- leur vie terrestre[7] ;
- un régime alimentaire généraliste[8].

Asteriornis remplit ces qualités, ce qui suggère que celles-ci seraient de réels avantages sélectifs.

## Étymologie
Le nom de genre Asteriornis est composé des mots du grec ancien ὄρνις, ornis, « oiseau », et de Astéria du nom d'une titanide de la mythologie grecque, Astéria « « étoiles », l’« étoilée » », qui est associée aux étoiles filantes, et à propos de laquelle il existe un mythe célèbre dans lequel elle se transforme en caille, un Pangalloanserae actuel. C'est ainsi une allusion à l'astéroïde de Chicxulub considéré comme le responsable de l'extinction massive de la limite Crétacé-Paléogène.
Le nom spécifique maastrichtensis fait référence à la formation géologique de Maastricht dans laquelle le fossile a été découvert et à l'âge de ce fossile, le Maastrichtien, dernier étage du Crétacé.

## Découverte
Le genre Asteriornis est basé sur un spécimen unique, répertorié NHMM 2013 008, conservé au musée d'histoire naturelle de Maastricht (en). Il s'agit d'un crâne presque complet et de fragments des os des pattes, ainsi qu'un fragment de radius. Il a été découvert aux alentours de l'an 2000 dans la formation de Maastricht, qui a donné son nom à l'étage géologique du Maastrichtien,. Le fossile est daté entre 66,8 et 66,71 Ma (millions d'années), peu avant la grande extinction de la fin du Crétacé intervenue il y a environ 66,0 Ma,.

## Description

### Crâne
Le bec est léger et légèrement courbé vers le bas. Son extrémité n'est pas pointue, comme chez les Galloanserae, mais légèrement arrondie. Le crâne devient plus étroit au-dessus des orbites, où les os frontaux sont incisés par une partie en forme de « V » des os nasaux. Les os formant l'articulation de la mâchoire ressemblent beaucoup à ceux des Galloanserae. L'os carré (la partie du crâne s'articulant avec la mâchoire) est relié au toit du crâne par deux tubercules prononcés adjacents à un troisième plus petit, le tuberculum sub-capitulaire. La mandibule est reliée à l'os carré avec une paire d'emboîtures. L'extrémité arrière de la mâchoire inférieure possède un grand processus rétro-articulaire crochu vers l'arrière ainsi qu'un plus petit processus médial tourné vers l'intérieur. Toutes ces morphlogies osseuses sont considérées comme des caractéristiques (uniques — ou du moins les plus courantes —) des Galloanserae.
À certains égards, le crâne d'Asteriornis parait très semblable à celui des oiseaux galliformes tels que les poulets et les faisans. Les os de son museau ne sont pas fusionnés et ses os nasaux bifurquent en avant des yeux. Par d'autres aspects, Asteriornis ressemble aux oiseaux ansériformes comme les canards et les oies. Ces caractéristiques comprennent le processus rétro-articulaire crochu de la mâchoire et un processus postorbital (la partie de l'os formant le bord arrière de l'orbite) qui se courbe vers l'avant à son extrémité inférieure. L'ensemble de ces caractéristique du crâne d'Asteriornis est conforme à un principe d'évolution selon lequel les animaux proches de l'ancêtre commun de deux groupes partagent certaines similitudes avec chaque groupe. 

### Os des membres
Le radius s'aplatit et s'élargit vers le poignet, où il présente une grosse bosse crochue. Les os des pattes sont allongés et élancés, dans des proportions et une structure similaires à celles des oiseaux terrestres modernes. Le fémur présente des crêtes musculaires bien développées et un grand condyle médial anguleux. Le tibiotarse s'élargit vers le genou, tandis que le tarsométatarse est plus fin et couvert de crêtes.

## Classification
L'analyse phylogénétique réalisée lors de l'érection du genre en 2020 par Daniel J. Field et ses collègues, place Asteriornis proche de la base des Galloanserae. Sa position exacte varie selon la méthode d'analyse phylogénétique utilisée (maximum de parcimonie ou inférence bayésienne). La parcimonie en fait un groupe frère des Galloanserae,
tandis que l'inférence bayésienne le place au sein des Galloanserae, en groupe frère des Galliformes. Il serait ainsi plus proche des « poulets » que des « canards », sans être pour autant un ancêtre direct des oiseaux actuels ressemblant aux poulets.
La position d'Asteriornis, proche des poulets et des canards modernes, le définit clairement comme un oiseau, un Neornithes. Or les néornithes sont originaires du dernier ancêtre commun de tous les oiseaux vivants et correspondent au terme « oiseau » car il se réfère aux oiseaux actuels. Même si les oiseaux pré-néornithiens, comme Ichthyornis, les Enantiornithes ou encore  Archaeopteryx, ressemblaient globalement à des oiseaux modernes, ils en différaient par des caractéristiques primitives telles que la présence de dents ou de griffes sur leurs ailes.
Les fossiles de Neornithes d'âge Crétacé sont extrêmement rares. Il s'agit souvent de restes fragmentaires car fragiles. Le genre Vegavis, découvert en Antarctique, qui a à peu près le même âge (~ 66,5 Ma), a été décrit comme un Anseriformes basal, un proche parent des canards et des oies,. Cette attribution est cependant discutée et, pour les inventeurs du genre Asteriornis, qui l'ont décrit à partir de restes fossiles suffisamment bien conservés et diagnostiques, il peut être considéré comme le plus ancien fossile incontesté d'un oiseau Neornithes de style moderne.